# 先觉庙水库
先觉庙水库位于中国湖北省随州市曾都区与广水市境内，是以防洪、灌溉、供水为主，兼有发电、养殖等功能的大（二）型水库。
先觉庙水库是随州市区的主要饮用水源地，每天供水7万多立方米。